# Donji Okrug
Donji Okrug je naselje u Hrvatskoj u sastavu Grada Delnica. Nalazi se u Primorsko-goranskoj županiji.

## Zemljopis
Nalazi se unutar nacionalnog parka Risnjaka. Južno su Plajzi, jugoistočno su Gornji Okrug i Biljevina, sjeveroistočno je Razloški Okrug.

## Stanovništvo
| broj stanovnika | 18    | 13    | 19    | 25    | 20    | 23    | 25    | 38    | 22    | 17    | 18    | 16    | 13    | 7     | 3     | 2     | 1     |
|                 | 1857. | 1869. | 1880. | 1890. | 1900. | 1910. | 1921. | 1931. | 1948. | 1953. | 1961. | 1971. | 1981. | 1991. | 2001. | 2011. | 2021. |